# Fransheska
Fransheska Revilla es una interiorista y cantante puertorriqueña nacionalizada estadounidense de rap, aunque también realizó fusión con estilo tropical y música electrónica, como el meren-rap.
En 1991 se dio a conocer con «Menéalo», tema que tuvo éxito en América y España. Sus primeros discos fueron producidos por Vico C. También editó la canción «Atrévete a moverlo».
Posteriormente en 1997 abandonó el mundo de la música para dedicarse a la decoración de interiores.